# Бразилска струја
Бразилска струја је јужни огранак Јужноекваторијалне струје у Атлантском океану, близу обала Бразила, по којем је и добила назив. Ово је топла морска струја, са температуром између 18—28° С, која се креће брзином од око 1,5 km/h и карактеристична је по својој модрој боји. Код ушћа реке Ла Плате у Атлантик, Бразилска струја се судара са хладним водама Фокландске струје, која долази са југа. Под утицајем Земљине ротације, струја скреће источно према Африци и у овом делу се назива Јужноатлантска спојна струја.